# Unterseeboot U-95 (1917)
Pour les autres navires du même nom, voir Unterseeboot 95.
L'Unterseeboot U-95 est l’un des 329 sous-marins de la marine impériale allemande pendant la Première Guerre mondiale. Il a participé à la guerre navale et a pris part à la première bataille de l'Atlantique.
Le 7 janvier 1918, il est heurté et coulé par le SS Breaneil au large de la péninsule de Lizard. Son épave a été découverte et identifiée en 2006 par l’archéologue maritime Innes McCartney.

## Conception
Les sous-marins de type U 93 ont été précédés par les sous-marins de type U 87, plus courts. L'U-95 avait un déplacement de 838 tonnes en surface et 1000 tonnes en immersion. Il avait une longueur hors tout de 71,55 m, et 56,05 m pour la coque sous pression, un maître-bau de 6,30 m, une hauteur de 8,25 m et un tirant d'eau de 3,95 m. Le sous-marin était propulsé par deux moteurs de 2400 ch (1800 kW) en surface et par deux moteurs de 1200 ch (880 kW) en immersion. Il avait deux arbres d'hélice. Il était capable de fonctionner jusqu’à 50 mètres.
La vitesse maximale du sous-marin était de 16,8 nœuds (31,1 km/h) en surface et de 8,6 nœuds (15,9 km/h) en immersion. Il pouvait parcourir 9020 milles marins (16710 km) à 8 nœuds (15 km/h) en surface et 52 milles marins (96 km) à 5 nœuds (9,3 km/h) en immersion. L'U-95 était armé de six tubes lance-torpilles de 50 centimètres, quatre à l’avant et deux à l’arrière, de douze à seize torpilles et d’un canon de pont de 8,8 cm SK L/30. Il avait un équipage de trente-six hommes : trente-deux matelots et quatre officiers.

## Affectations
- Flottille IV : du 24 mai 1917 au 16 janvier 1918.

## Commandants
- Kapitänleutnant Athalwin Prinz[4] : du 15 avril 1917 au 16 janvier 1918.

## Navires coulés
| Date             | Nom                | Nationalité | Tonnage | Destin.   |
| ---------------- | ------------------ | ----------- | ------- | --------- |
| 3 juin 1917      | Hollington         | Royaume-Uni | 4221    | Coulé     |
| 12 juin 1917     | Polyxena           | Royaume-Uni | 5737    | Coulé     |
| 24 juillet 1917  | Bellville          | Suède       | 992     | Endommagé |
| 27 juillet 1917  | Belle of England   | Royaume-Uni | 3877    | Coulé     |
| 29 juillet 1917  | Whitehall          | Royaume-Uni | 3158    | Coulé     |
| 30 juillet 1917  | Eolo               | Italie      | 1679    | Coulé     |
| 31 juillet 1917  | Beacon Grange      | Royaume-Uni | 4237    | Endommagé |
| 3 septembre 1917 | Majoren            | Norvège     | 2747    | Coulé     |
| 2 novembre 1917  | Rochester          | États-Unis  | 2551    | Coulé     |
| 10 novembre 1917 | Lapwing            | Royaume-Uni | 110     | Coulé     |
| 11 novembre 1917 | HMT Thuringia      | Royal Navy  | 297     | Coulé     |
| 13 novembre 1917 | SS Ardmore         | Royaume-Uni | 1304    | Coulé     |
| 13 novembre 1917 | Carlo              | Royaume-Uni | 3040    | Coulé     |
| 31 décembre 1917 | Vigrid             | Norvège     | 1617    | Coulé     |
| 2 janvier 1918   | Kingsley           | Royaume-Uni | 633     | Endommagé |
| 2 janvier 1918   | Christos Markettos | Italie      | 3084    | Coulé     |
| 2 janvier 1918   | Gallier            | Royaume-Uni | 4592    | Coulé     |